# 新機動戦記ガンダムW Endless Waltz
『新機動戦記ガンダムW Endless Waltz』（しんきどうせんきガンダムウイング エンドレス ワルツ / NEW MOBILE REPORT GUNDAM-W Endless Waltz）は、ガンダムシリーズのOVA作品。TVアニメ『新機動戦記ガンダムW』の続編および完結編として、1997年に全3話が制作された。後に再編集され、追加の新作シーンを加えた『新機動戦記ガンダムW Endless Waltz 特別篇』が全国松竹系で劇場公開された。主な略称は『EW』。
同時上映は『機動戦士ガンダム 第08MS小隊 ミラーズ・リポート』。この2作を合わせてガンダム生誕20周年記念作品とし、『GUNDAM THE MOVIE（ガンダム・ザ・ムービー）』と銘打たれている。

## 作品概要
テレビシリーズでのコロニーと地球の戦争から1年後の世界に再び起こった戦争を舞台に描く。大河原邦男がデザインした5機の主役ガンダムについては、カトキハジメや石垣純哉らによってデザインの一新がなされている（設定上は同一の機体）。また、それに伴いプラモデルや設定資料等における名称も変更されている。
本編にはデュオが量産モビルスーツの戦術からパイロットがトロワだと見破る場面や宇宙でゼクスが抵抗するも敵機を地球へ降下させるのを許してしまう場面等、テレビシリーズを踏襲した場面、描写が数多く存在する。また、五飛の目の前でL5コロニーが自爆する場面の回想でもアルトロンガンダムが『Endless Waltz』版に描き替えられている。

## 物語
A.C.196年。かつての戦いから1年。人類は全ての武力を放棄して、平和への道を歩み始めていた。張五飛以外のGチームも自らのガンダムの破棄を選び、アルトロンガンダムを除く4機のガンダムは資源衛星に乗せられ、太陽に送られる。
だが、コロニー反連合やホワイトファングを支援していたバートン財団の総帥で、今は亡き「本物のトロワ・バートン」の父でもあるデキム・バートンは地球圏掌握を諦めておらず、トレーズ・クシュリナーダの遺児マリーメイア・クシュリナーダをシンボルにマリーメイア軍を結成していた。表向きは放棄されたはずのリーオー他旧式戦力に加え、新型MSサーペントも揃えたマリーメイア軍は、平和の象徴でもあるリリーナ・ドーリアン外務次官を拉致した後、地球圏へ宣戦布告を行う。
特務機関プリベンターを組織し、地球圏の平和維持に当たっていたレディ・アンは、部下であるルクレツィア・ノインやサリィ・ポォと共に事態の収拾を図るが、そこへ前大戦で消息不明となっていたゼクス・マーキスが現れ、協力を申し出る。ヒイロ・ユイはリリーナ救出と打倒マリーメイア軍のためにデュオ・マックスウェルと共に行動を開始。カトル・ラバーバ・ウィナーはマグアナック隊と共にガンダム回収に向かう。
マリーメイア軍から奪ったリーオーで戦うヒイロとデュオの前に、マリーメイア軍に加わっていた五飛とトロワ・バートンが立ちはだかる。1年前にあれほどの戦火を体験したにもかかわらず、安穏と平和を享受する市民に業を煮やし、更にトレーズとの決着へのわだかまりから、自身が人類の脅威になる道を選んだ五飛はヒイロを圧倒し、止む無くヒイロは機を捨てて逃走する。一方のトロワはマリーメイア軍の阻止を目的としており、デュオ機を行動不能に追いこんだ後に彼を見逃す。ヒイロ、デュオ、トロワはデキムが考案した「真のオペレーション・メテオ」＝地球へのコロニー落としを阻止し、ゼクスはトレーズが残したトールギスIIIでマリーメイア軍本隊を迎撃するが、リリーナを人質にされ、MS隊の地球降下を止めることは出来なかった。カトルがガンダム回収に成功したことを知ったヒイロはウイングガンダムゼロを先行して射出させ、地球に向かう。
ウイングゼロに乗り込み地球へ戻ったヒイロは、待ち構えていた五飛と再戦する。ヒイロは五飛に過ちを気づかせるべく、あえて攻撃を受け、海中に落下する。マリーメイア軍が本拠地とした大統領官邸前では、ゼクスのトールギスIIIとノインのトーラスがマリーメイア軍と交戦を開始し、デュオのガンダムデスサイズヘル、トロワのガンダムヘビーアームズ改、カトルのガンダムサンドロック改もそれに加わる。プリベンター側は個々の能力では敵を圧倒しつつも、「敵のパイロットを殺さない」という困難な戦いに挑んだことで、徐々に追い詰められていく。大統領官邸地下の核シェルターに置かれたマリーメイア軍の司令部では、戦いの光景を前にしつつ、リリーナがマリーメイアの説得を試みる。
プリベンター側がついに武装を使い果たした時、ウイングゼロが大統領官邸前に飛来する。激しく損傷したウイングゼロは最大出力のツインバスターライフルを連射し、その反動で大破しながらも核シェルターの突破に成功する。さらにGチームとプリベンターの戦いに背中を押された人々も立ち上がり、武器すら持たぬ丸腰でマリーメイア軍のMS相手にデモを敢行。五飛は平和を守る決意を固めた人々の姿に安心し、トレーズとの因縁にピリオドを打つ。敗北を認めないデキムはリリーナに銃を向けるが、彼女を庇ったマリーメイアを撃ってしまう。しかしそれにも動じず自らの本性を露わにしたため、トレーズを敬愛する部下の手で粛清される。負傷したマリーメイアは、シェルター内にたどり着いたヒイロに弾のない銃で撃たれた後、潜入していたレディの手当てを受ける。リリーナは限界を迎えて倒れたヒイロを優しく抱きしめるのだった。
残ったガンダムはパイロットたちの手で自爆させられ、デュオ、トロワ、カトルはそれぞれの帰る場所に戻っていき、五飛はサリィに誘われて、プリベンターに加入する。ゼクスはノインを伴い、テラフォーミングが行われる火星へ旅立つ。そしてヒイロは復帰したリリーナの様子を見届けた後、雑踏の中へ姿を消す。
A.C.197年、人々の元に平和が戻った。その後の歴史の中でガンダムを含むモビルスーツという兵器の存在は、2度とその姿を表すことはなかった。

## 登場人物
- ヒイロ・ユイ（声 - 緑川光）
- リリーナ・ドーリアン（リリーナ・ピースクラフト）（声 - 矢島晶子）
- デュオ・マックスウェル（声 - 関俊彦）
- トロワ・バートン（声 - 中原茂）
- カトル・ラバーバ・ウィナー（声 - 折笠愛）
- 張五飛（声 - 石野竜三）
- ゼクス・マーキス（ミリアルド・ピースクラフト）（声 - 子安武人）
- ルクレツィア・ノイン（声 - 横山智佐）
- マリーメイア・クシュリナーダ（声 - 佐久間レイ）
- デキム・バートン（声 - 依田英助）
- キャスリン・ブルーム（声 - 杉本沙織）
- 真のトロワ・バートン（声 - 中村秀利）
- ドロシー・カタロニア[1]（声 - 松井菜桜子）

## 登場兵器
- XXXG-00W0 ウイングガンダムゼロ（EW版）
- XXXG-01D2 ガンダムデスサイズヘル（EW版）
- XXXG-01H2 ガンダムヘビーアームズ改（EW版）
- XXXG-01SR2 ガンダムサンドロック改（EW版）
- XXXG-01S2 アルトロンガンダム（ガンダムナタク）
- MMS-01 サーペント
- OZ-00MS2B トールギスIII

## 劇場版
OVA版のヒットを受けてOVA版全3話を劇場公開用に再編集し、OVAでは無かった新作カットを多数挿入して1998年8月1日に劇場版『新機動戦記ガンダムW Endless Waltz 特別篇』（しんきどうせんきガンダムウイング エンドレス ワルツ とくべつへん）として全国公開。
特別前売券として、『ガンダムW』からヒイロ、デュオ、トロワ、カトル、五飛の各5種と『第08MS小隊』からシローの1種の全6種類から選べる長さ140cmのタペストリーの付いた前売りチケットが、「チケタペ」として各2,800円で発売された。『ガンダムW』のタペストリーのみ並べると絵が繋がって見える仕様になっている。
また劇場公開日当日はガンダム20周年記念イベント『ガンダムビッグバン宣言』がパシフィコ横浜で開催され、上映映画館とこのイベント限定で1/144HGウイングガンダムゼロ（クリアー版）が販売された。
CS放送局はもちろんのこと、『機動戦士ガンダムSEED DESTINY』や『機動戦士ガンダム00』の放送開始に合わせ、毎日放送（関西ローカル）でも繰り返しオンエアされた。
2020年1月10日より機動戦士ガンダム40周年プロジェクト『ガンダム映像新体験TOUR』として特別篇がTCX（TOHO独自企画ラージスクリーン）で劇場上映。

## スタッフ

### OVA版
- 企画 - サンライズ
- 原作 - 矢立肇、富野由悠季（「機動戦士ガンダム」より）
- キャラクターデザイン - 村瀬修功
- メカニカルデザイン - 大河原邦男、カトキハジメ、石垣純哉
- 衣装デザイン協力 - 出渕裕
- 美術監督 - 佐藤勝
- 美術設定 - 平沢晃弘
- 色彩設計 - 池さゆり、片山由美子[4]
- 撮影監督 - 大神洋一
- 編集 - 辺見俊夫、山森重之、ジェイ・フィルム
- 音響監督 - 浦上靖夫
- 音楽 - 大谷幸
- 監督 - 青木康直

### 劇場版
- 企画・製作 - 株式会社 サンライズ
- 製作 - 吉井孝幸
- 企画 - 植田益朗、渡辺繁
- 原作 - 矢立肇、富野由悠季「機動戦士ガンダム」より
- 脚本 - 隅沢克之
- 絵コンテ - 青木康直
- キャラクターデザイン - 村瀬修功
- 衣装デザイン協力 - 出渕裕
- メカニカルデザイン - 大河原邦男、カトキハジメ、石垣純哉
- 作画監督 - 菱沼義仁
- メカニカル作画監督 - 筱雅律
- 美術監督 - 佐藤勝
- 美術設定 - 平沢晃弘
- 色彩設計 - 池さゆり、片山由美子
- 撮影監督 - 大神洋一
- 編集 - 辺見俊夫
- 音楽 - 大谷幸
- 音響監督 - 浦上靖夫
- プロデューサー - 富岡秀行、久保聡、湯川淳
- 監督 - 青木康直

## 楽曲
- OVA版 主題歌

「WHITE REFLECTION」
作詞：永野椎菜、作曲：高山みなみ、編曲：永野椎菜、高山みなみ、唄：TWO-MIX
- 劇場版 主題歌

「LAST IMPRESSION」
作詞：永野椎菜、作曲：高山みなみ、編曲・唄：TWO-MIX

## 各話リスト
| 話数 | サブタイトル                                    | 脚本     | 絵コンテ | 演出              | 作画監督 | メカニカル 作画監督 | 発売日         |
| ---- | ----------------------------------------------- | -------- | -------- | ----------------- | -------- | ------------------- | -------------- |
| 1    | 静かなる軌道 （サイレント・オービット）         | 隅沢克之 | 青木康直 | -                 | 菱沼義仁 | 筱雅律              | 1997年 1月25日 |
| 2    | 過ぎ去りし流星 （オペレーション・メテオ）       | 隅沢克之 | 青木康直 | 原田奈奈          | 菱沼義仁 | 筱雅律              | 4月25日        |
| 3    | 永遠への回帰 （リターン・トゥ・フォーエヴァー） | 隅沢克之 | 青木康直 | 青木康直 原田奈奈 | 菱沼義仁 | 筱雅律              | 7月25日        |

## 映像ソフト
バンダイビジュアル株式会社より発売。

### OVA

#### DVD
『新機動戦記ガンダムW Endless Waltz』 (2007年10月26日発売)
HDリマスター版。全3話収録。

#### Blu-ray
『新機動戦記ガンダムＷ Endless Waltz　Blu-ray Box（特装限定版）』(2017年7月28日発売)
OVA全3話とテレビシリーズ総集編を収録。

## 関連作品

### 漫画
新機動戦記ガンダムW エンドレスワルツ
劇場版の公開に合わせて、ときた洸一の作画でコミックボンボン1998年4月号-8月号に連載。『新機動戦記ガンダムW BATTLEFIELD OF PACIFIST』のオリジナル設定に言及する場面があり、厳密には『BATTLEFIELD OF PACIFIST』の続編になっている。単行本は全1巻。
単行本
- 講談社、1998年8月4日発行、ISBN 									978-4-06-321847-3[7]

新機動戦記ガンダムW episode Zero
かんべあきら作、月刊アニメV（月刊アニメディア増刊）連載の漫画。時系列はテレビシリーズより前を描いた作品だが、巻末に『Endless Waltz』の後日談である『PREVENTER 5（サンク）』が掲載されている。
単行本
- 学研プラス、1997年7月26日発行、ISBN 978-4056017106

### 小説
新機動戦記ガンダムW Endless Waltz
本作の脚本を担当した隅沢克之によるノベライズ作品。講談社から新書版で出ていたが、2007年10月に角川スニーカー文庫で加筆・訂正の上文庫化された。テレビ版で設定が起こされながら描かれることがなかった各主要人物の過去（デュオ・マックスウェルの名前の由来、五飛が自身の機体を「ナタク」と呼ぶ理由、カトルとマグアナック隊の出会いなど）が語られており、新機動戦記ガンダムW EPISODE ZEROで漫画化されている。
また、『新機動戦記ガンダムW BLIND TARGET』と『新機動戦記ガンダムW BATTLEFIELD OF PACIFIST』の出来事についても言及されている。
『新機動戦記ガンダムW Endless Waltz 上巻』 ISBN 4-06-330405-1 講談社 1997年4月
『新機動戦記ガンダムW Endless Waltz 下巻』 ISBN 4-06-330406-X 講談社 1997年7月
『新機動戦記ガンダムW Endless Waltz（上）』 ISBN 978-4-04-473401-5 角川書店 2007年10月
『新機動戦記ガンダムW Endless Waltz（下）』 ISBN 978-4-04-473402-2 角川書店 2007年10月